# Liste der Einträge im National Register of Historic Places im Atascosa County
Die Liste der Registered Historic Places im Atascosa County führt alle Bauwerke und historischen Stätten im texanischen Atascosa County auf, die in das National Register of Historic Places aufgenommen wurden.

## Aktuelle Einträge
| Lfd. Nr. | Name im NRHP                     | Bild | Datum der Eintragung | Adresse/Lage                     | Ort        | NRHP-ID  | Beschreibung        |
| -------- | -------------------------------- | ---- | -------------------- | -------------------------------- | ---------- | -------- | ------------------- |
| 1        | Atascosa County Courthouse       |      | 30. Dez. 1997        | Circle Dr.                       | Jourdanton | 97001598 | Fertigstellung 1912 |
| 2        | Frederick and Sallie Lyons House |      | 20. Feb. 2001        | 801 Live Oak St.                 | Pleasanton | 01000061 |                     |
| 3        | Korus Farmstead                  |      | 15. Juli 1998        | US-281 at Farm-to-Market Rd. 536 | Leming     | 98000876 | Erbaut 1912–1913    |